# Physoconops pallifrons
Physoconops pallifrons är en tvåvingeart som först beskrevs av Daniel William Coquillett 1904.  Physoconops pallifrons ingår i släktet Physoconops och familjen stekelflugor. Inga underarter finns listade i Catalogue of Life.